# Livia frumentaria
La lex Livia frumentaria va ser una antiga llei romana establerta l'any 91 aC quan eren cònsols Luci Marci Filip i Sext Juli Cèsar, que restablia la llei Sempronia frumentaria, per la qual es donava gra a preu subvencionat a la gent més pobra de Roma.